# كروز آزول
ديبورتيفو كروز آزول أو النادي الرياضي والٳجتماعي والثقافي لجمعية كروز آزول يعرف اختصاراً باسم كروز آزول (تلفظ بالإسبانية: ‎/kɾus a'sul/‏).هو نادي كرة قدم مكسيكي احترافي مقره في مدينة مكسيكو، المكسيك. يلعب الفريق في دوري الدرجة الأولى المكسيكي، وملعبه الأصلي هو ملعب أزول الذي يتسع لجلوس 32,904 شخص، لكنهم أصبحوا فيما بعد يستقلبون مبارياتهم في ملعب أزتيكا أكبر منشأة رياضية في البلاد. تم تأسيس النادي في 22 مايو 1927.
كان نادي كروز آزول يقع في الأصل في جاسو في ولاية هيدالغو، انتقل النادي إلى مكسيكو سيتي في عام 1971. كان ملعب أزتيكا أكبر ملعب رياضي في البلاد، وكان مقره النادي حتى عام 1996، ثم انتقل إلى ملعب أزول. عاد الفريق إلى أزتيكا بعد 22 عامًا في ختام موسم 2017-18 . يقع مقر النادي الرئيسي في لا نوريا، وهي ضاحية داخل سوتشيميلكو الواقعة في الجزء الجنوبي من مكسيكو سيتي. 
حصل نادي كروز أزول على لقب بطل الدوري ثماني مرات، متخلفًا عن نادي تولوكا المتوج 10 مرات، ونادي غوادالاخارا المتوج 12 مرة ثم نادي أمريكا الأكثر تتويجاٞ بحصوله على اللقب 13 مرة. كما تحصل على ستة ألقاب بدوري أبطال الكونكاكاف تجعله ثاني أكثر الأندية نجاحًا في تاريخ بعد منافسه المحلي نادي أمريكا. كما كان نادي كروز أزول أول فريق في الكونكاكاف والثالث عالميًا يحقق الثلاثية سنة 1969، بحيث فاز ببطولة الدوري المكسيكي الممتاز، وبطولة كأس المكسيك الوطنية، ودوري أبطال الكونكاكاف. ووفقًا للعديد من استطلاعات الرأي المنشورة، فإن نادي كروز آزول هو ثالث أكثر الفرق شعبية في المكسيك، خلف نادي غوادالاخارا ونادي أمريكا.
كان كروز أزول أول فرق كونكاكاف يصل إلى نهائي كأس ليبرتادوريس، وهي مسابقة الأندية الأكثر شهرة في كرة القدم في أمريكا الجنوبية، (والتي دعت كبار أندية الدوري المكسيكي من عام 1998 إلى 2017)، وخسر البطولة أمام عملاق كرة القدم الأرجنتيني بوكا جونيورز بركلات الترجيح في عام 2001.
وضع الاتحاد الدولي لتاريخ كرة القدم والإحصاء كروز آزول في المرتبة 99 كأفضل ناد في العالم وثالث أفضل نادٍ في الكونكاكاف،  في الترتيب العالمي للأندية للعام المنتهي في 31 ديسمبر 2014، وفقًا للعديد من استطلاعات الرأي المنشورة.

## التاريخ

### التأسيس
تأسس نادي كروز آزول تحت اسم نادي ديبورتيفو كروز آزول كفريق للهواة في 22 مارس 1927، والمؤسسون هم عمال شركة الأسمنت أسمنت كروز آزول ‏. لعب الفريق في بلدة جاسو (الآن جزء من «مدينة كروز آزول التعاونية» Ciudad Cooperativa Cruz Azul) في ولاية هيدالغو. كان أسمنت كروز آزول الراعي الرسمي الوحيد للنادي حتى عام 1997، ولا يزال الراعي الأساسي حتى وقتنا هذا. كان كل من غييرمو ألفاريز مارسيا وكارلوس غارسيس القوة الرئيسية وراء الجهود المبذولة لتنظيم النادي، وأدى النجاح السريع للفريق إلى تمثيل ولاية هيدالغو بشكل متكرر في البطولات الوطنية للهواة.

### 1927–1960
لعب فريق الهواة عدة مرات في مكسيكو سيتي ضد فرق الاحتياط من الفرق المحترفة القائمة مثل أمريكا، ونادي نيكاكسا، وأتلانتي إف سي، وأستورياس، وديبورتيفو مارتي. غيرت أسمنت كروز آزول اسمها إلى جمعية كروز آزول التعاونية. أدى النجاح المستمر للفريق إلى قيام الإدارة الجديدة لشركة الأسمنت ببناء ملعب 10 ديسمبر في جاسو في عام 1960. دخل الفريق المنافسة المحترفة في دوري القسم الثاني ‏ في موسم 1960–61.

### 1960–2000
قاد المدرب المجري خورخي ماريك الفريق في بطولة دوري الدرجة الثانية في موسم 1963-64، وساعدهم في الوصول إلى الدرجة الأولى في الموسم التالي، انهي الموسم التالي في المركز الثامن. فاز فريق كروز آزول بعد أربع سنوات بأول بطولة لدوري الدرجة الأولى تحت قيادة المدرب راؤول كارديناس.
حصل كارو آزول بين عامى 1970 و 1980 على ست بطولات دوري من دوري الدرجة الأولى، أربعة بطولات تحت قيادة كارديناس، وآخر اثنين تحت قيادة إجناسيو تريليس. حصلت هذه النسخة القوية من الفريق على لقب La Máquina Celeste (الآلة الزرقاء)، والذي لا يزال أحد الألقاب الغير الرسمية للفريق.
حصل الفريق على لقبه الثامن والأخير في عام 1997 ‏ تحت قيادة المدرب لويس فرناندو تينا بفوزه على كلوب ليون 2-1 بركلة جزاء في الدقيقة الأخيرة سجلها كارلوس هيرموسيلو. كان كروز آزول أسرع فريق يفوز بثماني بطولات من الدوري المكسيكي محققًا هذا الإنجاز في غضون 33 عامًا من دخول النادي دوري الدرجة الأولى.

### 2000–2009

#### كوبا ليبرتادوريس 2001
دُعي كروز آزول في عام 2001 إلى بطولة بين فرق مكسيكية وفنزويلية مختارة، والتي ستتنافس بعد ذلك في كأس ليبرتادوريس، وليبرتادورس هي بطولة لأفضل فرق أمريكا الجنوبية. حصل أفضل فريقين في هذه البطولة المؤهلة فرصه لمشاركة في البطولة.
كان كروز آزول أحد الفرق المصنفة، ووصل إلى نهائي كوبا ليبرتادوريس 2001. بدأ كروز آزول البطولة في المجموعة السابعة إلى جانب فرق ساو كايتانو وديفينسور سبورتينج وأولميدو. أنهى كروز أزول المجموعة في الصدارة برصيد 13 نقطة، وواجه سيرو بورتينو في دور 16، حيث أقيمت مباراة الذهاب في أسونسيون، وخسر كروز آزول 2-1، وأقيمت مباراة الإياب في المكسيك، وفاز كروز آزول 3-1، فكانت النتيجة الإجمالية 4-3 لصالح كروز أزول، وانتقلوا إلى الدور ربع النهائي.
واجه كروز آزول نادي ريفر بلايت الأرجنتيني في دور ربع النهائي. أقيمت مباراة الذهاب في بوينس آيرس، وانتهت بالتعادل 0-0، أقيمت مباراة الإياب في المكسيك، وفاز كروز آزول بنتيجة 3-0. كان كروز آزول يسير بشكل رائع، ولعب ضد روزاريو سنترال في نصف النهائي، أقيمت مباراة الذهاب في المكسيك، وفاز كروز أزول بالمباراة 2-0، وأقيمت مباراة الإياب في روزاريو، وكانت مباراة مثيرة للغاية، وانتهت النتيجة الإجمالية التعادل 3-3، حُسم التأهل لصالح كروز آزول بسبب الفوز 2-0 في مباراة الذهاب.
لعب كروز آزول في المباراة النهائية ضد بوكا جونيورز الأرجنتيني. خسر كروز أزول على أرضه في مباراة الذهاب بنتيجة 1-0، لكنه عاد ليفوز بمباراة الإياب بنفس النتيجة على ملعب لا بومبونيرا في بوكا، وسجل الهدف باكو بالنسيا. لم يفز أي فريق بالمباراة النهائية في كوبا ليبرتادوريس في ملعب لا بومبونيرا هناك حتى ذلك الحين. لُعب وقت إضافي، ولكن حُسمت البطولة بضربات الجزاء. فاجأ كروز أزول الجميع بهذا الإنجاز الغير مسبوق بالوصول إلى النهائي، وهزيمة الفرق الأرجنتينية الهامة مثل روزاريو سنترال وريفر بليت.

#### 2006–2007
بدأ الفريق بشكل رائع في بطولة أبرتورا 2006، ولكن في منتصف الموسم واجهوا صعوبة في إضافة نقاط في الجدول. تعافى كروز أزول وأنهى الموسم كمتصدر للنقاط. لم يفزوا بأي لقب منذ البطولة التي فازوا بها على ليون عام 1997.وصل كروز آزول في بطولة أبرتورا 2006 إلى ربع النهائي وواجه شيفاس في ملعب خاليسكو، لعب كروز آزول مباراة سيئة للغاية في مباراة الذهاب، وخسر بنتيجة 2-0، لعب كروز آزول مباراة الإياب في ملعب آزول في يوم 25 نوفمبر 2006، وقدم مباراة رائعة، حيث بدأ كروز آزول بقوة، ووضع حارس شيفاس أوزوالدو سانشيز على المحك في مناسبات عديدة. دفع المدافع سلفادور كارمونا أحد لاعبي شيفاس في منطقة الجزاء وكلف كروز أزول ركلة جزاء في منتصف الشوط الأول. سجل رامون موراليس الركلة، وأصبحت النتيجة 1-0 لصالح شيفاس في الدقيقة 39، استمر كروز آزول في خلق الفرص، وفي نهاية الشوط الأول، قدم سيزار ديلغادو تمريره رائعه لريتشارد نونيز، وسجل هدف التعادل في الدقيقة 45 قبل نهاية الشوط الأول. سجل رامون موراليس في الشوط الثاني هدف لصالح شيفاس، لتصبح النتيجة 2-1 لصالح شيفاس، لم يستسلم كروز آزول، وعادل ميغيل صباح المباراة، لتصبح النتيجة 2-2 في الدقيقة 62. لعب كروز آزول مباراة رائعة، وانتهت المباراة بتعادل 2-2، ولكن خسر 4-2 في مجموع المباراتين.
كان للفريق بداية رائعة في كلاوسورا 2007، حيث أنهى الفريق بين أول 8 فرق في الدوري، وشارك في التصفيات، حقق الفريق أداء رائع في ربع النهائي ضد نادي تيكوس من يونيفرسيداد أوتونوما دي جوادالاخارا، وسجل المهاجم ريتشارد نونيزهدفين رائعين، وانتقل إلى الدور قبل النهائي ضد باتشوكا، الفريق الأول في الدوري. فاز باتشوكا على كروز آزول في إستاد أزول في ذهاب 3-1. كان لا يزال لدى كروز آزول فرصة للتغلب على النتيجة المعاكسة، ولكن أبلغت محكمة التحكيم الرياضية في نفس مساء المبارة أن كابتن الفريق سلفادور كارمونا، أُعلن أنه مؤقف بتأثير فوري ولمدى الحياة، بسبب عدم الانضباط المتكرر للمنشطات، الأمر الذي حدث مرة أخرى في يناير 2006، كانت العقوبة بتاريخ 18 مايو 2007، وهو نفس يوم المباراة الأولى ضد باتشوكا، قام الاتحاد المكسيكي لكرة القدم، بمعاقبة كروز آزول بإيقاف الفريق مباراة واحدة، تحت حجة مشاركة لاعب غير مؤهل، وطُرح العديد من الحجج القانونية من قبل كل من محامي اللاعب وكروز آزول، لكن العقوبة صمدت وفقد النادي فرصته العودة على نتيجة الذهاب، والوصول إلى المبارة النهائية ضد أمريكا.

#### كلاوسورا 2008
لعب الفريق بطولة رائعة في الكلاوسورا، واحتل المركز الثاني، فاز الفريق في 9 مباريات، وتعادل 4، وخسر 4 مرات فقط. لعبوا في الدور ربع النهائي ضد جاكواريس، خسروا في مباراة الذهاب 1-0، وفازوا في مباراة الإياب بنتيجة 2-1 بأهداف بابلو زيبالوس وميغيل صباح، انتقلوا إلى الدور نصف النهائي، ولعبوا ضد نادي سان لويس، وأقيمت مباراة الذهاب في سان لويس، وفاز كروز أزول بنتيجة 0-1 بهدف ميغيل صباح، لعب كروز آزول وسان لويس مباراة رائعة في مباراة الإياب، انتهت المبارة بنتيجة 1-1 بهدف لكل من إدواردو كوديت وبابلو زيبالوس، لعب كروز آزول في النهائي ضد سانتوس لاجونا، صاحب المركز الثاني في البطولة. انتهت مباراة الذهاب بفوز سانتوس 1-2، وانتهت مباراة الإياب بنتيجة 1-1، جعلت فريق لاجونا بطلاً.

#### ابيرتورا 2008
لعب الفريق بطولة جيدة في ابيرتورا، حيث احتل المركز الخامس في الدوري المكسيكي، فاز الفريق بـ7 مباريات، وتعادل 5 مرات، وخسر 5 مرات فقط. لعبوا في الدور ربع النهائي ضد بوماس أونام، انتهت مباراة الذهاب في إستاديو أزول بنتيجة 0-0، وفازوا في الإياب في استاد أوليمبيكو يونيفيرسيتاريو 1968 بنتيجة 3-1، تاركين بوماس في منتصف الطريق، ثم انتقلوا إلى الدور نصف النهائي، ولعبوا ضد أتلانتي، وأقيمت مباراة الذهاب في مكسيكو سيتي، وفاز كروز آزول بنتيجة 3-1، لعب كروز أزول وأتلانتي في مباراة الإياب في كانكون في كوينتانا رو، انتهت المبارة بالتعادل 1-1، مما أدى إلى وصول كروز أزول إلى النهائي للمرة الثانية على التوالي في عام 2008. لعب كروز أزول ضد تولوكا في النهائي، كان كلا الفريقين متعادلين في الفوز بالألقاب المكسيكية (في ذلك الوقت 8 ألقاب لكل منهما). أقيمت مباراة الذهاب في مكسيكو سيتي، وانتهت المبارة المثيرة بنتيجة 0-2 بفوز الزائر تولوكا، وأقيمت مباراة الإياب على ملعب نيميزيو دييز. فاز كروز أزآل بنتيجة 0-2، فكان التعادل في مجموع المباراتين 2-2، فلعبوا وقت إضافي، واستمر التعادل حتى وصلوا إلى ضربات الجزاء، فاز تولوكا بنتيجة 7-6 على كروز أزول، ضيع أليخاندرو فيلا ركلة الترجيح الأخيرة لكروز أزول، وكانت هناك حادثة أخرى حدثت قبل أن تذهب المباراة إلى وقت إضافي، كان يوجد خطأ واضح تعرض له فيلالوز في منطقة 18، حيث عركل لاعب تولوكا خوسيه مانويل كروز ألتا لاعب كروز آزول، مما جعله فاقدًا للوعي، ولكن الحكم لم يحتسب الخطأ رغم خروج لاعب كروز آزول، ولم يحصل لاعب تولوكا حتى علي البطاقة الحمراء. قام كروز آزول بتبديلاته الثلاثة لسوء حظه، لذلك أنهوا المباراة بلعبوا بعشرة لاعبين فقط، وهو أمر غير عادل، حيث أثر بشكل مباشر في النتيجة النهائية لمباراة، مما جعل فريق تولوكا يتوج بطلاً، وفاز بلقبه التاسع في الدوري المكسيكي، ليصبح ثالث أكثر الفرق المكسيكية نجاحًا.
(1. - أمريكا 12 لقب، 2. -غوادالاخارا 11 لقبًا، 3. - تولوكا 10 ألقاب، 4. -كروز أزول 8 ألقاب، 5. - بوماس يومام 6 ألقاب، 6. - نادي ليون 7 ألقاب، 8. -باتشوكا 5 ألقاب).

#### كلاوسورا 2009

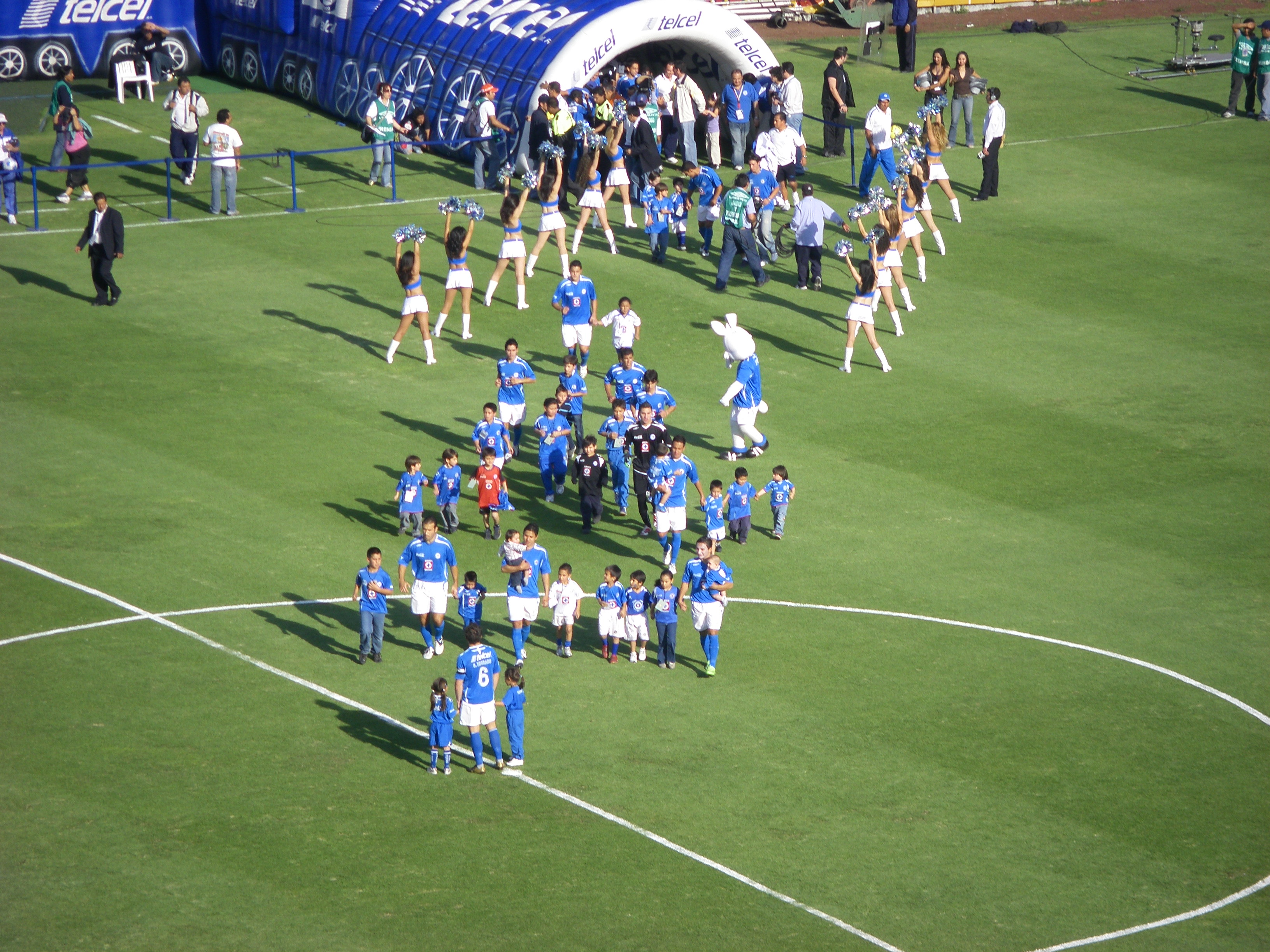
فريق كروز أزول قبل المباراة ضد أتلانتي في 28 فبراير 2009.

حقق الفريق أسوأ أداء في تاريخ النادي في الكلاوسورا 2009، احتل المركز الأخير، جمع النادي 13 نقطة فقط في 17 مباراة، وفاز في مباراتين فقط، وتعادل سبعة تعادلات وهزم ثماني هزائم. أقال النادي مدربه بنجامين جاليندو قبل مباراة واحدة من نهاية الكلاوسورا، واستبدل بروبرت سيبولدي، الذي كان يدرب فريق كروز آزول في هيدالغو.

#### دوري أبطال الكونكاكاف 2008–09
قدم الفريق بطولة جيدة في بطولة دوري أبطال الكونكاكاف 2008-09. احتلوا المركز الثاني في المجموعة الأولى في الدور الأول، وتأهلوا إلى مرحلة خروج المغلوب، هزموا بوماس أونام 2-0 في ربع النهائي، وهزموا جزر بورتوريكو في الدور نصف النهائي بركلات الجزاء الترجيحة. لعبوا النهائي أمام أتلانتي، وخسروا المباراة الأولى 0-2 وتعادلوا في المبارة الثانية 0-0، فخسروا في مجموع المباراتين.

#### ابيرتورا 2009
وقع الفريق مع خافيير كامبرانيس لتدريب الفريق، ووقع النادي مع العديد من اللاعبين ، بما في ذلك أفضل حارس مرمى في البطولة المكسيكية السابقة خوسيه دي جيسوس كورونا، ومهاجم ديربي كاونتي إيمانويل تيتو فيلا ، ورامون نونيز، وإيميليو، وهيرنانديز. أنهى الفريق الموسم في المركز الثاني برصيد 33 نقطة، فاز في 11 مباراة من أصل 17، وتأهل إلى المرحلة النهاية. كان فيلا في صدارة هدافي البطولة برصيد 17 هدفًا، فازوا على بويبلا في ربع النهائي، انتهت المباراة الأولى 4-4، والمباراة الثانية 3-2. وفازوا على موناركاس موريليا نصف النهائي، انتهت المباراة الأولى 0-0، والثانية 2-1. خسروا في النهائي أمام مونتيري، حيث انتهت المباراة الأولى 3-4، والمبارة الثانية 1-2.

### 2010–
قام كروز آزول بتغيير اسمه الرسمي في أبريل 2012 من النادي الرياضي والٳجتماعي والثقافي لجمعية كروز آزول إلى نادي ديبورتيفو كروز آزول.

#### دوري أبطال الكونكاكاف 2009–10

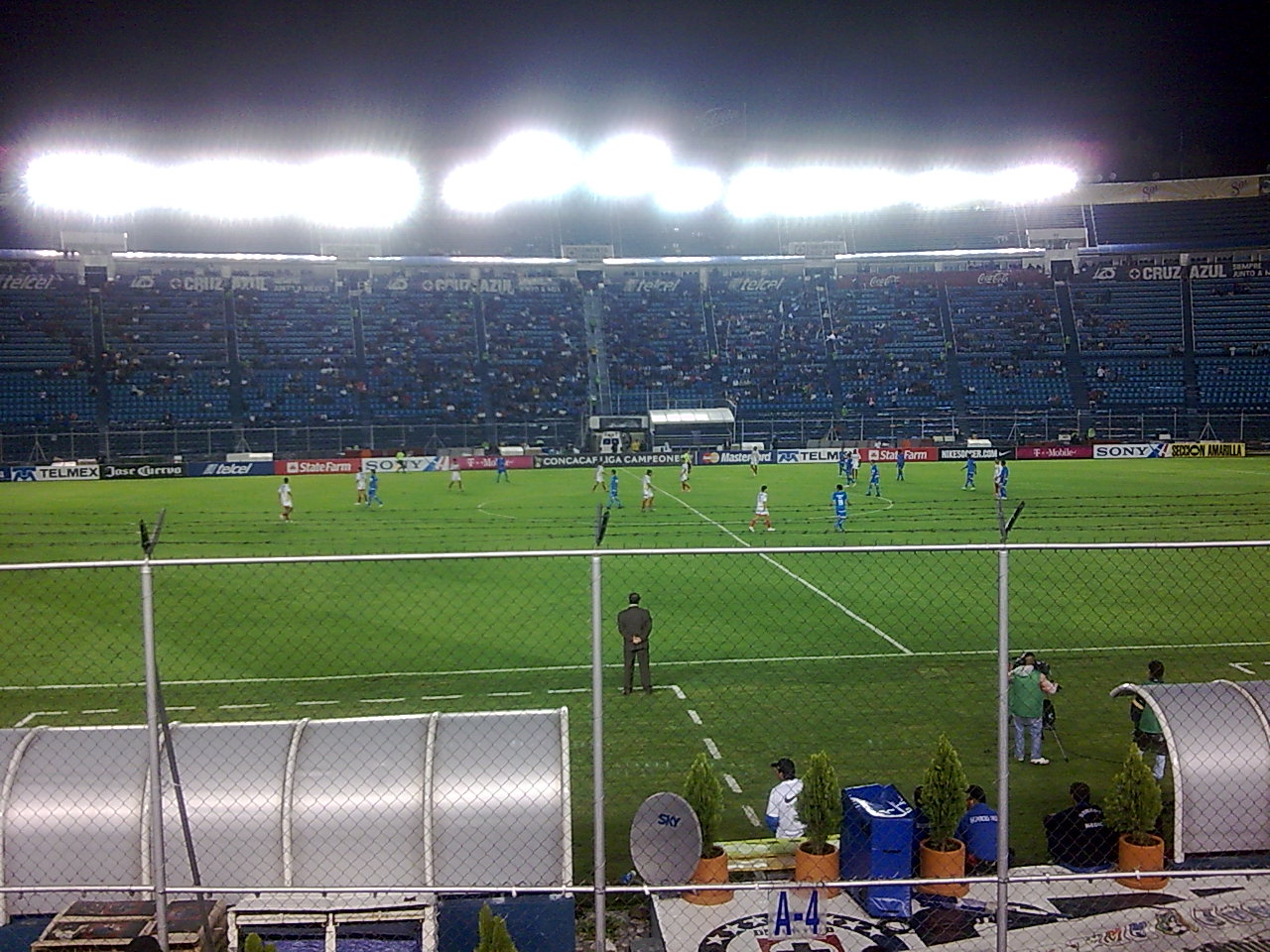
كروز آزول ضد هيريديانو في دوري أبطال الكونكاكاف 2009-10

لعب الفريق دوري أبطال الكونكاكاف 2009-2010 بشكل جيدة، فاحتل المركز الأول في المجموعة الثالثة وتأهل إلى المرحلة النهائية من البطولة. هزموا في ربع النهائي الفريق البنمي نادي ديبورتيفو أراب يونيدو 4-0، ثم هزموا في الدور نصف النهائي الفريق المكسيكي يونيفرسيداد ناسيونال بنتيجة 5-1 في مكسيكو سيتي، ولعبوا المباراة النهائية أمام فريق مكسيكي آخر، وهو نادي باتشوكا، أتيحت لهم الفرصة للفوز ببطولة الكونكاف للمرة السادسة ، حيث فازوا بالمباراة الأولى 2-1، ولكنهم خسروا على أرض باتشوكا في الدقيقة الأخيرة 1-0، لم يحصدوا البطولة وفقًا لقاعدة الأهداف خارج الأرض، وبالتالي ضاعت فرصة المشاركة في كأس العالم للأندية 2010 في الإمارات.

#### كأس كلاوسورا / دوري كلاوسورا 2013
بدأ كروز آزول موسم 2013 بطيئًا، لكنه استعاد الثقة بعد فوزه على نادي أمريكا في نصف نهائي الكأس، والفوز بنهائي الكأس على اتلانتي. بعد فوز كروز آزول بالكأس، تحسن الأداء في الدوري، واُعتبر أحد المتنافسين على اللقب، واجه الغريم المنافس نادي أمريكا في كلاسيكو خوفين في النهائي التاريخي. كان كروز آزول متقدمًا 2-0 في مجموع المباراتين، ولكن عاد كلوب أمريكا بمعجزة بأهداف أكويلفادو موسكويرا في الدقيقة 89، ومويسيس مونوز في الدقيقة 93، حارس المرمى في مباراة الإياب. وفاز كلوب أمريكا بالنهائي بنتيجة بركلات الترجيح 4-2.

#### الفوز بدوري أبطال الكونكاكاف والظهور الأول في كأس العالم للأندية
هزم كروز آزول نادي تولوكا في 23 أبريل 2014 وفاز كروز أزول ببطولة الكونكاكاف السادسة، وهو رقم قياسي في ذلك الوقت، أعطى هذا كروز آزول مكانًا في كأس العالم للأندية 2014. حصل كروز في كأس العالم علي المركز الرابع.

#### 2014–
لم يتمكن كروز آزول منذ ابيرتورا 2014 من التأهل إلى نهائيات الدوري لمدة ست بطولات متتالية. تأهل النادي إلى الدوري للمرة الأولى منذ ثلاث سنوات في موسم ابيرتورا 2017، ولكن أقصوا في الدور ربع النهائي من قبل أمريكا، التي عبرت باعتبارها المصنفة الأعلى مرتبة، بمجموع المباريات 0-0. أعلن كروز آزول في 27 نوفمبر 2017 أن باكو جيميز لن يجدد عقده للموسم التالي.
احتل فريق كروز آزول المرتبة 12 في بطولة دوري كلاوسورا 2018، وفشل في التأهل إلى الدوري. واحتل المركز الأخير في دور المجموعات من كأس كلاوسورا 2018. في 7 مايو 2018، أعلن النادي أن عقد مدير كرة القدم إدواردو دي لا توري قد انتهى، وسيحل محله ريكاردو بيلايز، وهو المدير السابق لكرة القدم لأمريكا.
كانت مباريات كروز آزول متلفزة لعدة سنوات على تلفزيون الأزتيكا في المكسيك، وعلى الأزتيكا أمريكا في الولايات المتحدة، ولكن انتقلت المبارة إلى تيلفيزا في المكسيك، وعلى يونيفزيون في الولايات المتحدة.[بحاجة لمصدر]
واجه مونتيري في نهائي كأس ابيرتورا 2018 يوم 31 أكتوبر، وفازوا بنتيجة 2-0 بهدفين من إلياس هيرنانديز ومارتين كوتيروتشيو ‏، كان هذا أول لقب لهم في البطولة منذ 2013.
واجه كروز آزول فريق أمريكا في مباراة العودة لنهائي كلاوسورا 2013 في نهائي ابيرتورا 2018. أقيمت مباراة الذهاب في 13 ديسمبر 2018، وانتهت بالتعادل السلبي. وأقيمت مباراة الإياب في 16 ديسمبر 2018، وانتهت بفوز نادي أمريكا 2-0. بهذه الهزيمة مدد كروز آزول فترة الجفاف، التي استمرت لمدة 21 عامًا في الدوري لموسم آخر على الأقل.
واجه كروز آزول فريق أونام في إياب نصف نهائي دوري الأوصياء 2020 يوم 6 ديسمبر 2020، فاز كروز آزول في مباراة الذهاب 4-0، وخسروا مباراة الإياب 0-4، وبالتالي تعادلوا مع أونام في إجمالي المباريتان، وصل أونام إلي النهائي نظرًا لأن ترتيبهم كان أعلى في جدول الدوري.

## الإدارة

### إدارة النادي
| الوظيفة        | الاسم           |
| -------------- | --------------- |
| الرئيس         | ألفارو دافيلا   |
| مدير كرة القدم | خايمي أوردياليس |

### الطاقم الفني
| الوظيفة           | العاملين           |
| ----------------- | ------------------ |
| المدرب            | خوان رينوسو        |
| مدربين مساعدين    | خواكين فيلاسكيز    |
| مدربين مساعدين    | خايمي سيرنا        |
| مدرب حارس المرمى  | أوسكار بيريز روخاس |
| مدرب لياقة بدنية  | جوستافو ليومبرونو  |
| اخصائي علاج طبيعي | ارنستو روبيو       |
| فريق الأطباء      | إرنستو برادو       |
| فريق الأطباء      | خوان بيريز         |

## اللاعبين

### التشكيلة الحالية
آخر تحديث في 11 يناير 2020
ملاحظة: تشير الأعلام إلى المنتخب الوطني على النحو المحدد في قواعد الأهلية للفيفا. قد يحمل اللاعبون أكثر من جنسية واحدة غير تابعة للفيفا.
| الرقم | البلد      | المركز | اللاعب                |
| ----- | ---------- | ------ | --------------------- |
| 1     | المكسيك    | حارس   | خوسيه دي خيسوس كورونا |
| 3     | المكسيك    | مدافع  | جايبر جيمينيز         |
| 4     | المكسيك    | مدافع  | خوليو سيزار دومينغيز  |
| 6     | الإكوادور  | وسط    | جوناثان بورخا         |
| 7     | المكسيك    | وسط    | لويس رومو             |
| 8     | الأوروغواي | وسط    | بابلو سيبليني         |
| 9     | الأرجنتين  | مهاجم  | ميلتون كاراغليو       |
| 10    | كولومبيا   | وسط    | أليكس ستيك كاسترو     |
| 11    | المكسيك    | وسط    | خوسيه هرنانديز        |
| 12    | المكسيك    | مدافع  | خوسيه خواكين مارتينيز |
| 14    | المكسيك    | وسط    | ميشائيل دومينغيز      |
| 15    | الأوروغواي | وسط    | إغناثيو ريفيرو        |

| الرقم | البلد      | المركز | اللاعب             |
| ----- | ---------- | ------ | ------------------ |
| 16    | المكسيك    | مدافع  | أدريان الديريت     |
| 19    | بيرو       | وسط    | يوشيمار يوتون      |
| 20    | المكسيك    | وسط    | الكسيس جوتيريز     |
| 21    | الأوروغواي | مهاجم  | جوناثان رودريغيز   |
| 22    | المكسيك    | وسط    | رفائيل باكا        |
| 23    | باراغواي   | مدافع  | بابلو سيزار أغيلار |
| 24    | باراغواي   | مدافع  | خوان إسكوبار       |
| 25    | المكسيك    | وسط    | روبرتو ألفارادو    |
| 29    | المكسيك    | مهاجم  | سانتياغو جيمينيز   |
| 30    | المكسيك    | حارس   | أندريس جودينيو     |
| 31    | المكسيك    | وسط    | بينيدا             |
| 33    | المكسيك    | حارس   | سيباستيان خورادو   |

### اللاعبون المُعارون
ملاحظة: تشير الأعلام إلى المنتخب الوطني على النحو المحدد في قواعد الأهلية للفيفا. قد يحمل اللاعبون أكثر من جنسية واحدة غير تابعة للفيفا.
| الرقم | البلد    | المركز | اللاعب                                   |
| ----- | -------- | ------ | ---------------------------------------- |
| —     | المكسيك  | حارس   | غيليرمو أليسون (إلى نادي كانكون)         |
| —     | المكسيك  | حارس   | إستيبان ليكورتوا (إلى نادي سيلايا)       |
| —     | المكسيك  | مدافع  | لوتشيانو بوكو (إلى نادي كانكون)          |
| —     | كولومبيا | وسط    | أليكس ستيك كاسترو (إلى أتلتيكو ناسيونال) |
| —     | كندا     | وسط    | ستيفن أوستاكيو (إلى باسوش دي فيريرا)     |

| الرقم | البلد     | المركز | اللاعب                                |
| ----- | --------- | ------ | ------------------------------------- |
| —     | المكسيك   | وسط    | فرناندو إليسكاس (إلى نادي سيلايا)     |
| —     | المكسيك   | وسط    | خافيير سالاس (إلى بويبلا)             |
| —     | المكسيك   | وسط    | عمر سوتو (إلى أتلانتي)                |
| —     | الأرجنتين | مهاجم  | ميلتون كاراغليو (إلى أطلس)            |
| —     | الأرجنتين | مهاجم  | لوكاس باسيريني (إلى أتلتيكو سان لويس) |

## فرق الاحتياط

### كروز آزول هيدالغو
الفريق الاحتياطي المشارك في دوري الدرجة الثالثة المكسيكي.

### كروز آزول لاجوناس
الفريق الاحتياطي المشارك في دوري الدرجة الرابع المكسيكي.

## التاريخ التدريبي
| المدة                            | الاسم                | الملاحظات |
| -------------------------------- | -------------------- | --- |
| 1962–66                          | خورخي ماريك          | أول مدرب لكروز آزول في دوري الدرجة الأولى. |
| 1966                             | والتر أورمينيو       | |
| 1966–75                          | راؤول كارديناس       | فاز بخمسة ألقاب دوري (1968–69، المكسيك 70، 1971–72، 1972–73، 1973–74)، وثلاثة ألقاب من دوري أبطال الكونكاكاف (1969، 1970، 1971)، ولقب كأس واحد (1968–69)، ولقبين لبطل الأبطال (1968–69، و1973–74) |
| 1975–76                          | خوسيه مونسيبايز      | |
| 1976                             | خورخي ماريك          | |
| 1976                             | ألفونسو البرتغال     | |
| 1977–82                          | اجناسيو تريليس       | فاز بلقب الدوري مرتين (1978–79، 1979–80). |
| 1982                             | خوسيه ميغيل مارين    | |
| 1982–83                          | انريكي ميزا          | |
| 1983–86                          | ألبرتو كوينتانو      | |
| 1986–88                          | هيكتور بوليدو        | |
| 1988                             | مانويل لابوينتي      | |
| 1988–90                          | ماريو فيلاردي        | |
| 1990–92                          | إغناثيو برييتو       | |
| 1 يوليو 1992 – 31 ديسمبر 1992    | نيلسون أكوستا        | |
| 1 يوليو 1992 – 29 يناير 1995     | انريكي ميزا          | الفترة الثانية في النادي. |
| 1995–96                          | لويس فيرناندو تينا   | فاز بكأس الكونكاكاف 1996. |
| 1 يوليو 1996 – 9 مارس 1997       | فيكتور مانويل فوسيتش | فاز ببطولة كأس المكسيك الثانية لكروز آزول. |
| 1997                             | خيسوس ديل مورو       | |
| 1997–2000                        | لويس فيرناندو تينا   | فاز باللقب الثامن لكروز أزول أمام كلوب ليون، وكأس أبطال الكونكاكاف 1997. خسر المباراة النهائية أمام نادي باتشوكا عام 1999.                                                                        |
| 31 مارس 2000 – 31 ديسمبر 2002    | خوسيه لويس تريجو     | قاد كروز أزول إلى نهائي كوبا ليبرتادوريس عام 2001. |
| 1 يناير 2003 – 7 مارس 2003       | ماريو كاريو          | |
| 15 مارس 2003 – 7 مارس 2004       | انريكي ميزا          | |
| 12 مارس 2004 – 17 أكتوبر 2004    | لويس فيرناندو تينا   | |
| 27 سيبتمبر 2005 – 31 ديسمبر 2005 | روبين عمر رومانو     | اختطاف واحتجز كرهينة لمدة 65 يوما خلال فترة عمله. |
| 1 يناير 2006 – 30 يونيو 2007     | إسحاق مزراحي سميكي   | |
| 1 يوليو 2007 – 30 يونيو 2008     | سيرجيو ماركاريان     | قاد كروز آزول إلى النهائي بعد ما يقرب من 10 سنوات، وخسر أمام سانتوس لاغونا. |
| 1 يوليو 2008 – 30 يونيو 2009     | بينجامين غاليندو     | خسر نهائين مع كروز آزول، الأول ضد نادي ديبورتيفو تولوكا في البطولة المكسيكية، والثاني أمام نادي أتلانتي في نهائي دوري أبطال الكونكاكاف.                                                           |
| 1 يوليو 2009 – 30 يونيو 2012     | انريكي ميزا          | قاد الفريق إلى نهائي البطولة المكسيكية، لكنه خسر أمام نادي مونتيري، ونهائي الكونكاكاف أمام نادي باتشوكا.                                                                                          |
| 1 يوليو 2012 – 3 ديسمبر 2013     | غويلرمو فاسكيز       | فاز ببطولة كأس المكسيك الثالثة لكروز آزول. |
| 4 ديسمبر 2013 – 19 مايو 2015     | لويس فيرناندو تينا   | فاز بدوري أبطال الكونكاكاف 2013–14. |
| 1 يونيو 2015 – 28 سيبتمبر 2015   | سيرجيو بوينو         | |
| 2 أكتوبر 2015 – 22 أكتوبر 2016   | توماس بوي            | |
| 28 نوفمبر 2016 – 27 نوفمبر 2017  | باكو جيميز           | قاد كروز آزول إلى الظهور لأول مرة في الليغويلا منذ كلاوسورا 2014 في موسم ابيرتورا 2017. |
| 5 ديسمبر 2017 – 2 سيبتمبر 2019   | بيدرو كايشينيا       | فاز ببطولة كأس ابيرتورا 2018 وكأس السوبر المكسيكي 2019، وقاد فريق كروز آزول إلى نهائي الدوري الأول منذ كلاوسورا 2013.                                                                             |
| 6 سيبتمبر2019 – 11 ديسمبر 2020   | روبرت سيبولدي        | حصل على النسخة الأولي من كأس الدوري 2019. |

## شعار وزي النادي

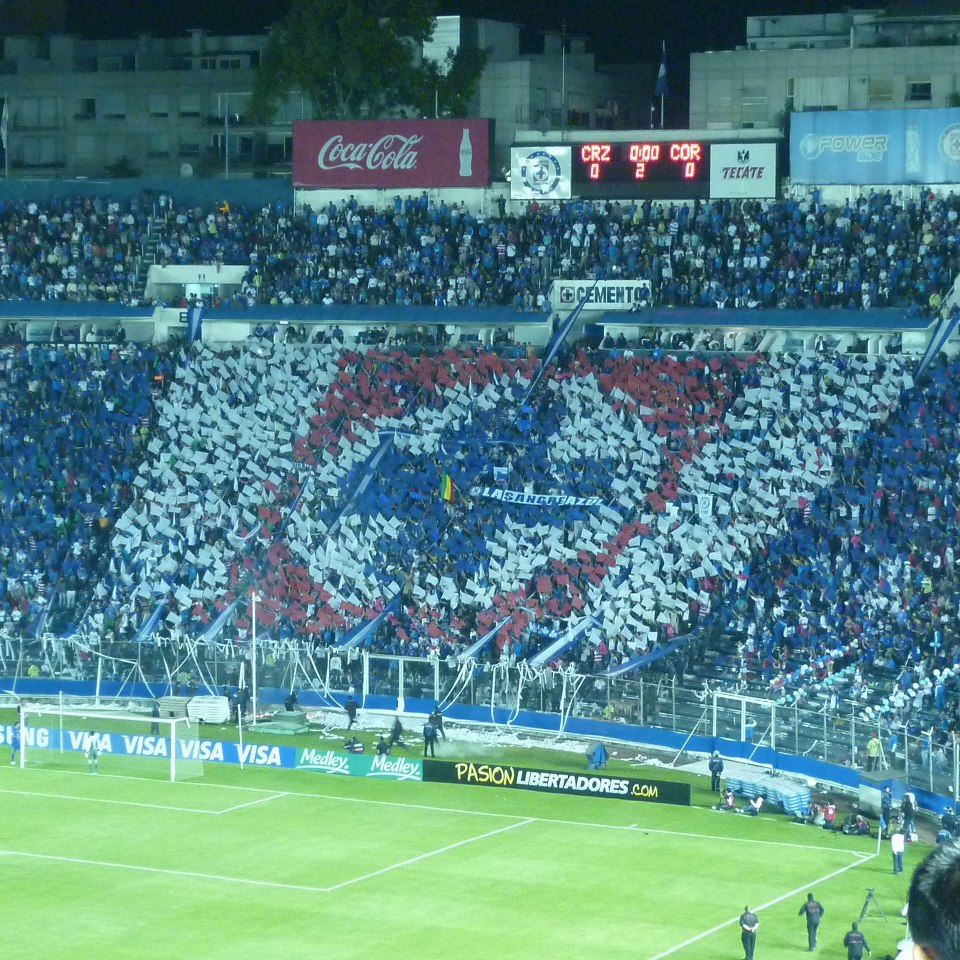
كروز أزول كورنثيانز

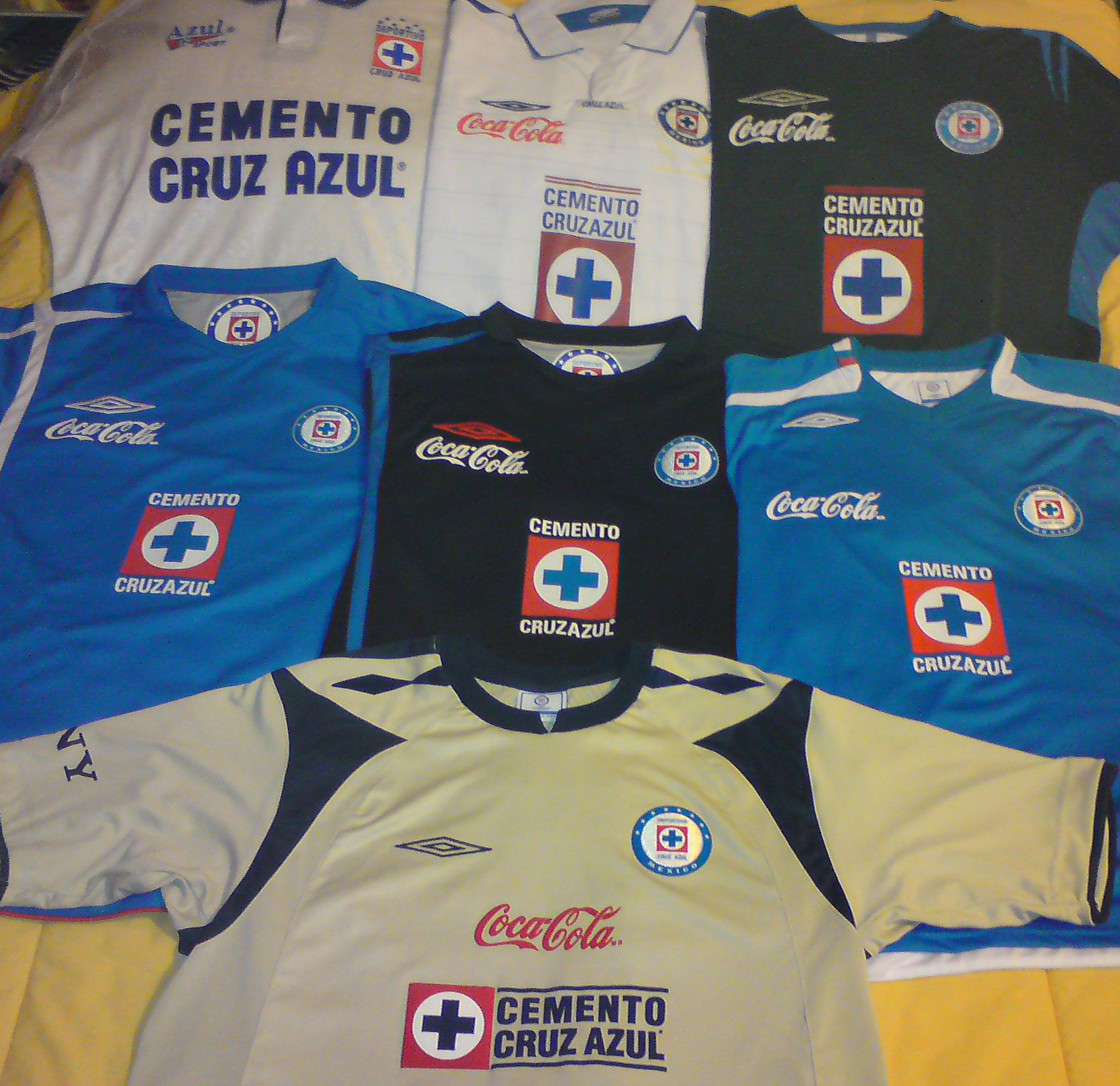
قمصان كروز آزول في الفترة بين التسعينيات وسنة 2000.

ظل شعار النادي ثابتًا نسبيًا منذ تأسيس النادي في عشرينيات القرن الماضي،  تكون شعار النادي بصليب أزرق في دائرة بيضاء محاطة بمربع أحمر، واسم النادي متواجد في الأعلى والأسفل، عدل الشعار مع مرور السنوات، والفوز بالعديد من الألقاب، اضيف دائرة أو إطارًا أزرق أكبر، ظهر ثلاث نجوم بعد موسم 1971-72 لكل فوز ببطولة الدوري المكسيكي، تظهر الآن ثماني نجوم مستمرة علي الشعار منذ نهاية موسم 1997.

### رعاة النادي وموفرو القميص
| الفترة    | مقدموا القميص | الرعاة                                                                 |
| --------- | ------------- | ---------------------------------------------------------------------- |
| 1994–97   | ازول سبورت    | أسمنت آزول كروز                                                        |
| 1997–98   | فيلا          | أسمنت آزول كروز / لادا                                                 |
| 1998–01   | فيلا          | أسمنت آزول كروز / بيبسي / تليمكس                                       |
| 2002–04   | أمبرو         | أسمنت آزول كروز / بيبسي / تليمكس                                       |
| 2004–08   | أمبرو         | أسمنت آزول كروز / كوكا كولا / Telcel                                   |
| 2008–09   | أمبرو         | أسمنت آزول كروز / كوكا كولا / Telcel / سوني                            |
| 2009–10   | أمبرو         | أسمنت آزول كروز / باوريد / Telcel / سوني                               |
| 2010–11   | أمبرو         | أسمنت آزول كروز / كوكا كولا / Telcel                                   |
| 2011–12   | أمبرو         | أسمنت آزول كروز / كوكا كولا / Telcel / تيكاتي / فولاريس                |
| 2012–13   | أمبرو         | أسمنت آزول كروز / كوكا كولا / Telcel / تيكاتي / فولاريس                |
| 2013–14   | أمبرو         | أسمنت آزول كروز / كوكا كولا / Telcel / تيكاتي / بنك أف نوفا سكوتيا     |
| 2014–17   | آندر آرمور    | أسمنت آزول كروز / باسكوال بوينج / بنك أف نوفا سكوتيا / Telcel / تيكاتي |
| 2017–2018 | آندر آرمور    | أسمنت آزول كروز / بنك أف نوفا سكوتيا / Telcel / تيكاتي                 |
| 2018      | آندر آرمور    | أسمنت آزول كروز / كالينتي                                              |
| 2019–     | جوما          | أسمنت آزول كروز                                                        |

## الإنجازات

### المحلي
- الدوري المكسيكي الممتاز: 8

1968–69، 1970، 1971–72، 1972–73، 1973–74، 1978–79، 1979–80، شتاء 1997
- دوري القسم الثاني المكسيكي: 1

1963–64
- كأس المكسيك: 4

1968–69، 1996–97، كلاوسورا 2013 ‏، ابيرتورا 2018 ‏
- كأس السوبر المكسيكي: 2

1968–69، 1973–74
- بطل: 1

1969
- كأس السوبر المكسيكي  [لغات أخرى]‏: 1

2019.

### دولي
- دوري أبطال الكونكاكاف: 6

1969، 1970، 1971، 1996، 1997، 2013-14
- كأس الدوري: 1

2019

## الألقاب

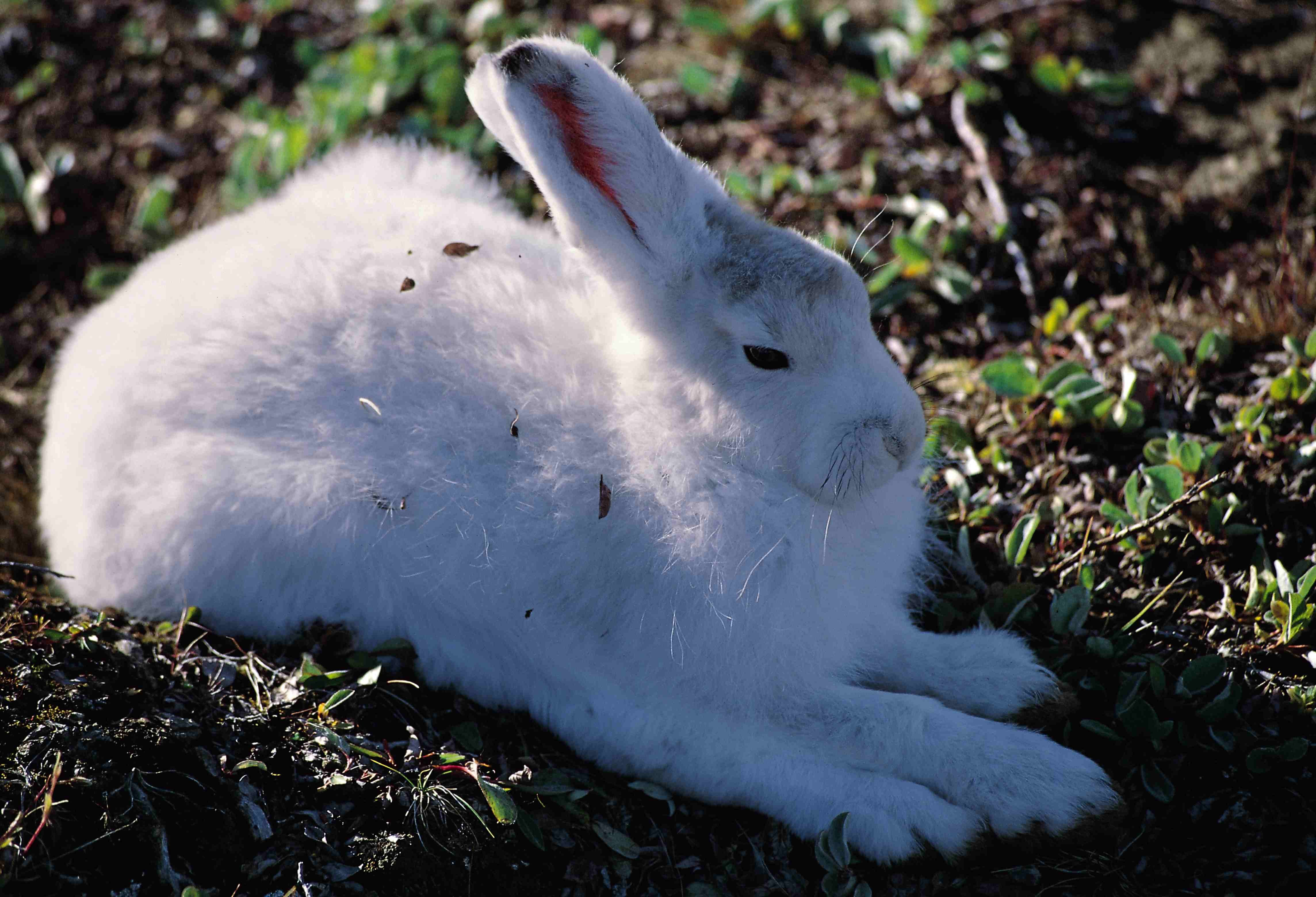
الأرنب هو الحيوان الذي يستخدم لتمثيل الفريق.

يملك كروز آزول مجموعة متنوعة غنية بالألقاب على مدار تاريخه، وهي مدرجة حسب الترتيب الزمني:
Cementeros (عمال الأسمنت): نتيجة للانتماء النادي إلى أسمنت كروز آزول، يشير الاسم الأول مباشرةً إلى موظفي الشركة، شكل الفريق في الأصل معهم، امتد المفهوم لأوسع من هذا، ليس فقط أولئك الذين عملوا في التعاونية، ولكن أمتد لعمال البناء بشكل عام.
ليبريس (الأرانب البرية): عندما رقي الفريق إلى الدرجة الأولى في منتصف الستينيات، لعب النادي بشكل قوي وسريع. دفعت هذه الخصائص إلى جانب زيهم الأبيض المشجعين إلى مقارنة لاعبي تلك الفترة بالأرانب البرية المنتشرة في المدينة، انتشر اللقب على النادي، يستخدم المجسم الأرانب غالبًا كتعويذة، وأيقونة لتمثيل كروز أزول. يعتقد بعض المعجبين المعاصرين أن التميمة أرنب، أعلن مجلس إدارة النادي تميمة النادي أرنب.
لا ماكوينا (الآلة، القاطرة): هذا اللقب تغذيه عدة مصادر، يعتمد أحدهما على خط سكة حديد جلب الأسمنت من مصنع كروز آزول، الواقع في قرية جاسو السابقة جنوب تولا دي أليندي إلى مكسيكو سيتي. كان نادي كروز آزول بعد الانتقال إلى مكسيكو سيتي هو النادي الأكثر هيمنة في المكسيك خلال السبعينيات، مما صور النادي بصورة قاطرة تكتسح خصومهم. ربما استعار اللقب من نادي ريفر بلايت الملقب بالمثل، والذي أكتسح خصومه في الدوري الأرجنتيني في الأربعينيات. قيل أن المراسل روجاما أنجيل فرنانديز كان أول من نشر مقالًا باسم لا ماكوينا لـكروز آزول. يحتوي الاسم المستعار على بعض الاختلافات، مثل الآلة السماوية، والآلة الزرقاء، وآلة الأسمنت.

## المشجعين
النادي يملك نادي التشجيع الرسمي الخاص به، والذي إدرج كجزء من المؤسسة منذ عام 2004، يعمل مشجعين في إجراءات النادي في مبارياتهم التي على أرضهم قبل وبين الشوطين. منذ ظهور «لاس سيليستس» شكّلت جزءًا من تقاليد النادي.

## الشعبية والمنافسات

### الشعبية
كان الفريق يدعمه منذ إنشائه بشكل أساسي عمال الأسمنت. بدأ المزيد من الأشخاص في متابعة الفريق بعد الترقية إلى الدرجة الأولى في الستينيات، حصل الفريق في سبعينيات القرن الماضي على ستة من ألقابه الثمانية في الدوري، انضم المزيد من الناس إلى مجموعة مشجعي الفريق، حتى الآن في القرن الحادي والعشرين وفقًا لاستطلاعات مختلفة[أي منها؟] هو ثالث فريق يحظى بأكبر عدد من المشجعين في المكسيك ،[بحاجة لمصدر] خلف نادي جوادالاخارا وأمريكا على التوالي ، ومتقدم عن نادي أونام في الشعبية.
النادي سمعة ليست جيدة في المكسيك، لأنه لم يفز بلقب الدوري المكسيكي منذ عام 1997. تشبه الجمهور الناطق باللغة الإنجليزية ما يسمى بـ «لعنة كروز آزول» بـ نيفركوزن لفريق باير 04 ليفركوزن، أو لعنة بامبينو ‏ في فريق بوسطن (ريد سوكس) في دوري كرة القاعدة الرئيسي للبيسبول، أو لعنة بيلي ماعز لـ شيكاغو كابز في دوري كرة القاعدة الرئيسي. ينبع القواسم المشتركة من عدم قدرة هذه الفرق بغض النظر عن جودة الفريق بالنسبة لخصومهم في الفوز بالبطولة. أصبح مصطلح عدم قدرة كروز آزول المستمر على الفوز باللقب المكسيكي (كروزولار) بارزًا جدًا لدرجة أنه كان محل خلاف، ليعين رسميًا على أنه كلمة من قبل الأكاديمية الملكية الإسبانية.

شعبية
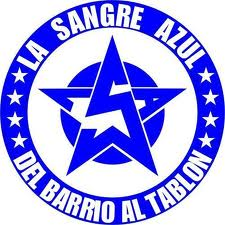
شعار "La Sangre".
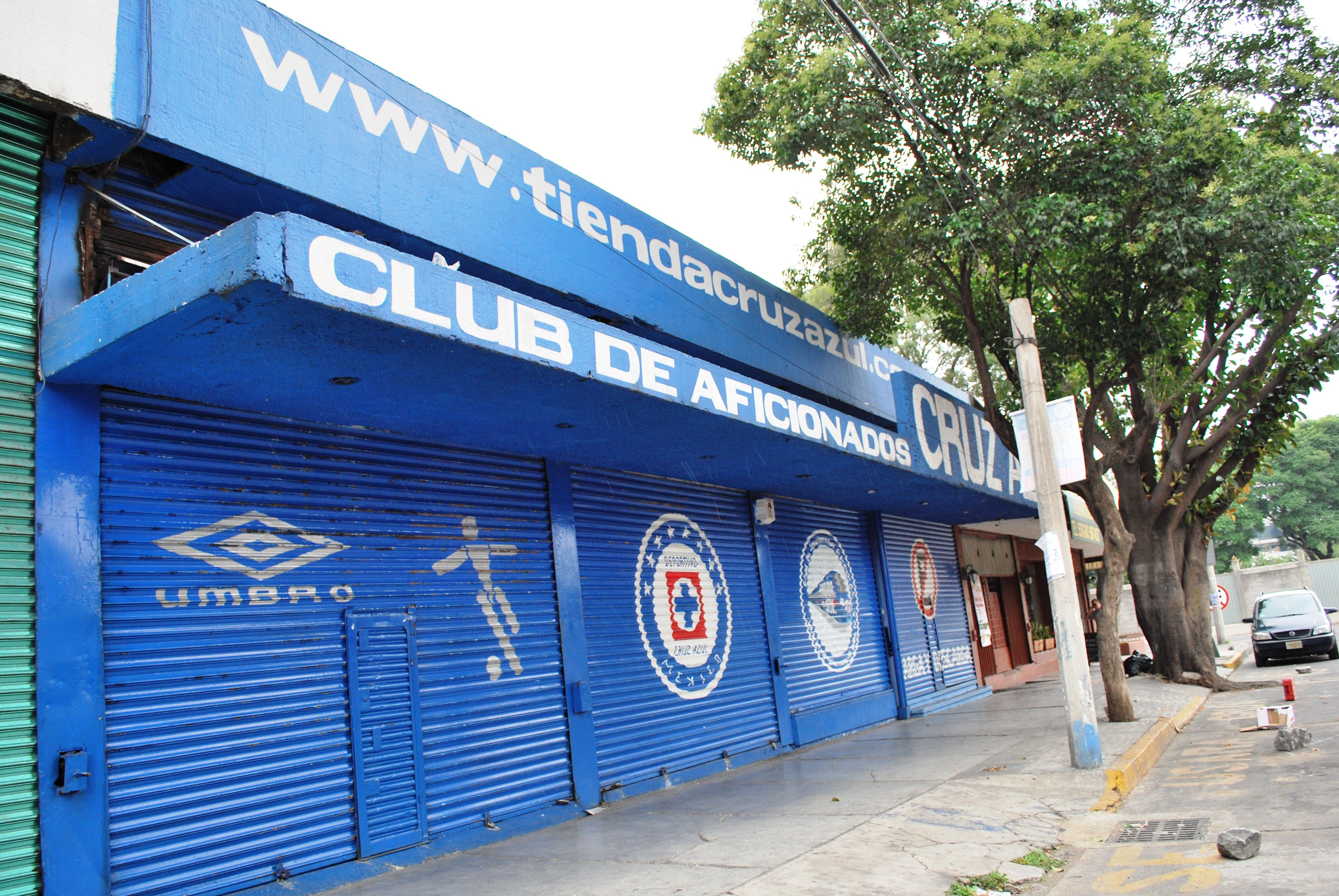
متجر لمحبي كروز آزول.
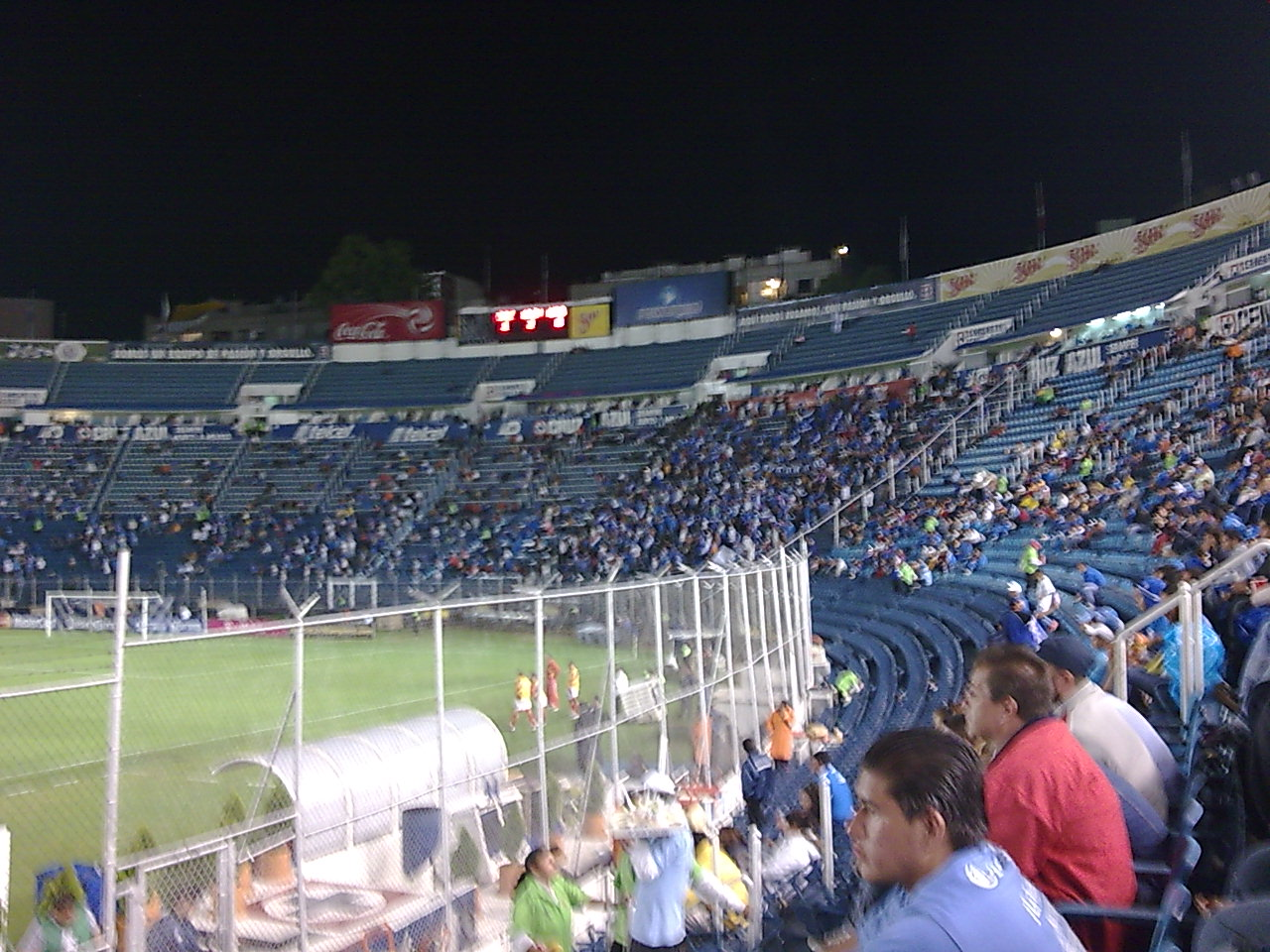
"La Sangre" في Concachampions.

### المنافسات
المنافسات الوطنية:
- التنافس الرئيسي: هو كلاسيكو خوفين ضد نادي أمريكا.

## أرقام

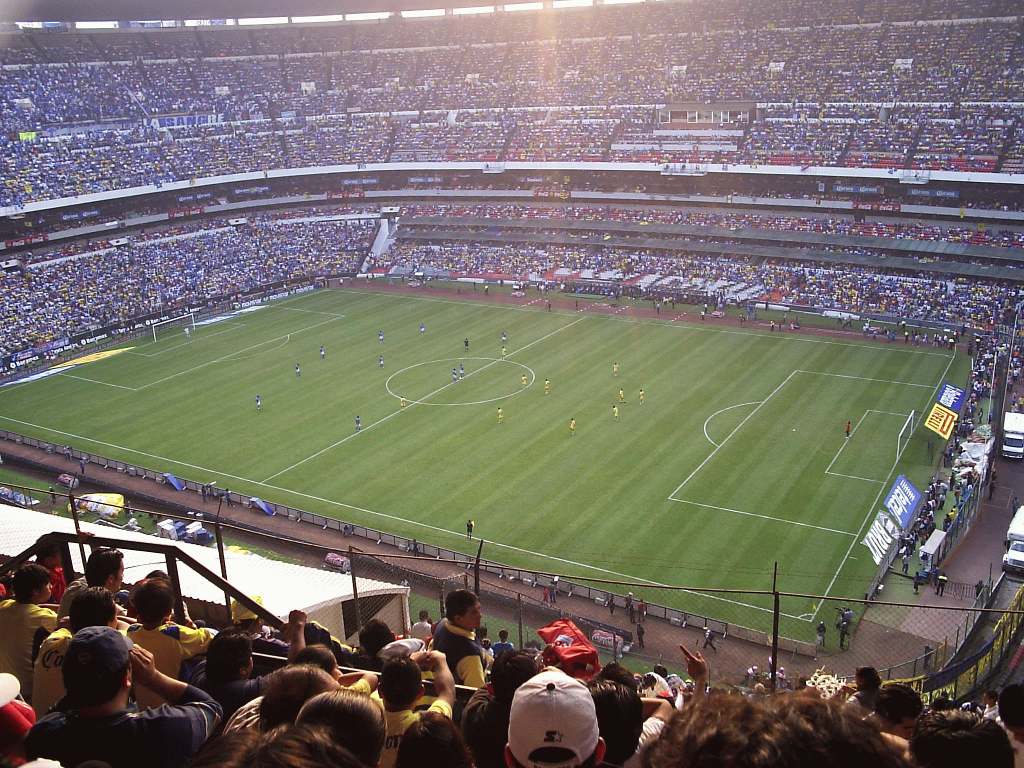
مباراة كروز آزول ضد أمريكا على ملعب أزتيكا

- يتميز كروز آزول بكونه النادي المكسيكي الوحيد الذي فاز بثلاثية أمريكا الشمالية - الفوز ببطولة الدوري وكأس المكسيك وكأس أمريكا الشمالية عام 1997.
- كروز آزول هو النادي المكسيكي الحاصل على ثاني أكبر عدد من الألقاب على المستوى الدولي خلف أمريكا، ستة ألقاب في دوري أبطال الكونكاكاف، بالإضافة إلى الحصول على المركز الثاني مرتين في عامي 2009 و 2010، ولقب واحد في كأس الدوري، والحصول على المركز الثاني في كأس ليبرتادوريس عام 2001.
- كروز آزول هو النادي صاحب ثاني أكثر عدد ألقاب في دوري أبطال الكونكاكاف بالحصول على ستة ألقاب (خلف نادي أمريكا فقط بسبعة ألقاب).
- يحمل كروز آزول الرقم القياسي لانتصارات المتتالية في تاريخ دوري الدرجة الأولي: 10 انتصارات في موسم 1971-72.
- كروز آزول هو الفريق المكسيكي صاحب أكبر عدد من المباريات الفاصلة 43 مباراة، تشمل بما في ذلك جولات الإعادة.
- كروز آزول هو أول فريق مكسيكي يفوز باللقب النهائي من خلال الهدف الذهبي، وكان ذلك في عام 1997.
- لعب كروز أزول 14 مباراة، وخسر 8، وهو أكبر عدد من المباريات النهائية، وحقق ثاني أكبر عدد من الانتصارات النهائية، حيث حقق ستة انتصارات (متعادل مع تولوكا ويونام).
- كروز أزول هو أسرع فريق يتوج بطلاً بعد الصعود إلى الدوري، حيث فاز بعد خمس سنوات فقط من الصعود بالدوري في موسم 1968-1969.
- أصبح كروز آزول أسرع فريق يفوز بسبعة ألقاب في الدوري محققًا هذا الإنجاز بعد خمسة عشر عامًا فقط من اللعب في الدوري المكسيكي.

## إحصائيات

### العصر الإحترافي (1964 –)
- عدد المواسم في الدرجة الأولى: 62
- عدد المواسم في الدرجة الثانية أو الدرجة الأولى "أ" : 4.
- مباراة فاصلة على اللقب: 44
- عدد النهائيات على اللقب: 19 (68-69، 69-70، MÉX 70,71-72,72-73,73-74,78-79,79-80,80-81,86-87,88-89,94-95،Inv. 97،Inv. 99،Clau. 08،Aper. 08،Aper. 09 Clau. Clau. 13، Aper. 18)
- المركز الأول: 13
- هبط إلى الدرجة الثانية: 0
- الصعود إلى الدرجة الأولى: 1 (1963–64)
- المركز النهائي أكثر تكرارا: الأول (13 مرة)
- أفضل مركز في الدوري المكسيكي الممتاز:
  - في البطولات الطويلة: الأول (1968/1969، المكسيك 1970، 1971/1972، 1972/1973، 1973/1974، 1978/1979، 1995/1996)
  - في البطولات القصيرة: الأول (شتاء 1998، شتاء 2000، ابيرتورا 2006، ابيرتورا 2010، كلاوسورا 2014، ابيرتورا 2018)
- أسوأ مركزفي الدوري المكسيكي الممتاز:
  - في البطولات الطويلة: المركز 18 من أصل 20: 1989-90
  - في البطولات القصيرة: المركز 18 من أصل 18: كلاوسورا 2009
- أكبر انتصار :
  - البطولة الوطنية: 8-2 ضد توروس نيزا (1993–94).
  - البطولات الدولية: 12-2 ضد ليزلي فيرديس عام 1988 في كأس أبطال الكونكاكاف، و 11-0 ضد سياتل ساوندرز في كأس أبطال الكونكاكاف 1996
- أكبر هزيمة :
  - البطولة الوطنية: 0-5 ضد أمريكا (1981–82).
  - في البطولات الدولية: 1-6 ضد  فينيكس في كأس ليبرتادوريس 2003
- أكبر عدد من النقاط :
  - في البطولات الطويلة: 57 (1978–79)
  - في البطولات القصيرة: 40 (شتاء 1998  [لغات أخرى]‏)
- أطول سلسلة من المباريات دون خسارة :
  - 19 (من الجولة 18 إلى الدور نصف النهائي موسم 1973–74).
- أطول سلسلة انتصارات داخل الديار :
  - 47 (1978-1980) (رقم قياسي مكسيكي)
- أكبر عدد من الأهداف في موسم واحد :
  - في البطولات الطويلة: 91 (1994–95).
  - في البطولات القصيرة: 41 (شتاء 1998  [لغات أخرى]‏).
- أكبر عدد من الانتصارات في موسم واحد: 22 - (موسم 1971–72)
- أكبر عدد من التعادلات في موسم واحد: 17 - (موسم 1989–90)
- أكبر عدد من الهزائم في موسم واحد: 13 -مواسم (1982–83) و (1989–90)
- أكبر عدد من انتصارات متتالية في موسم واحد: 11، موسم 1979–80 (رقم قياسي مكسيكي)
- أكبر عدد مباريات بشباك نظيفة: 5، مواسم (1975–76)، و (1983–84)
- أكبر عدد من الانتصارات المتتالية: 10، (1971–72) (الرقم القياسي لكرة القدم المكسيكية)
- أكبر عدد من التعادلات المتتالية : 5، (1973–74)
- أكبر عدد من المباريات المتتالية بدون فوز: 11، (1965-66)
- أقل عدد من الانتصارات في موسم واحد: 2، كلاوسورا 2009
- أقل عدد من التعادلات في موسم واحد: 0، ابيرتورا 2009
- أقل عدد من الهزائم في موسم واحد: 1، PRODE 85 ، شتاء 1998  [لغات أخرى]‏
- اللاعب صاحب أكبر عدد من الأهداف في الموسم:  كارلوس هيرموسيلو 35 هدف في موسم 1994–95
- فاز بمعظم الألقاب
  - المدير الفني للفريق: راؤول كارديناس
    - 11 لقبًا: الدوري المكسيكي الممتاز (1968–69، المكسيك 1970، 1971–72، 1972–73، 1973–74)، وكوبا المكسيك (1968–69)، وكامبيون دي كامبيون (1968–69، 1973–74)، دوري أبطال الكونكاكاف (1969، 1970، 1971)

  - لاعب: فرناندو بوستوس
    - 13 عنوانًا: الدوري المكسيكي الممتاز (1968–69، المكسيك 1970، 1971–72، 1972–73، 1973–74، 1978–79)، ودوري الدرجة الثانية (1963–64)، وكأس المكسيك (1968–69)، وكامبيون دي كامبيونيس (1968–69، 1973–74)، وكأس أبطال الكونكاكاف (1969، 1970، 1971)الملعب

## الملعب
يلعب الفريق حاليًا في ملعب أزتيكا في مكسيكو سيتي. سميت منشآت تدريب كروز آزول الواقعة في سوتشيميلكو باسم لا نوريا.

عاد الفريق إلى ملعب أزتيكا في موسم ابيرتورا 2018 بعد أن أمضى 22 عامًا في ملعب أزول، والذي كان من المقرر هدمه. يعتزم الفريق إلى بناء ملعب جديد، لكن البناء لم يتحقق حتى ذلك الوقت. 

ملعب
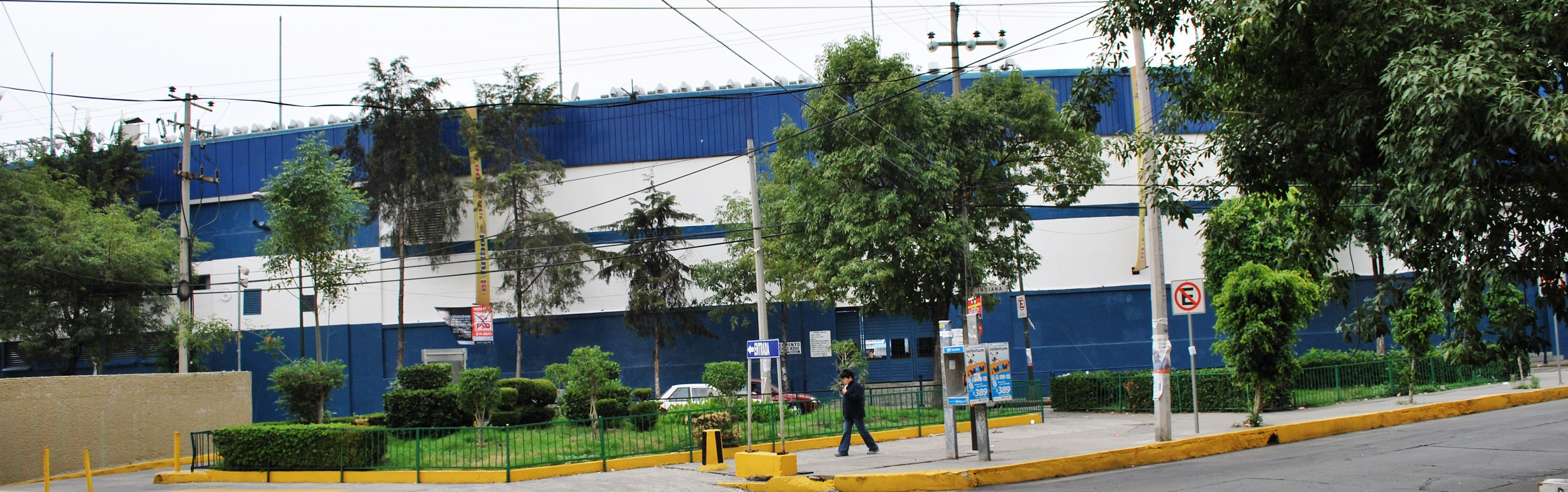
شكل الملعب من شارع جانبي
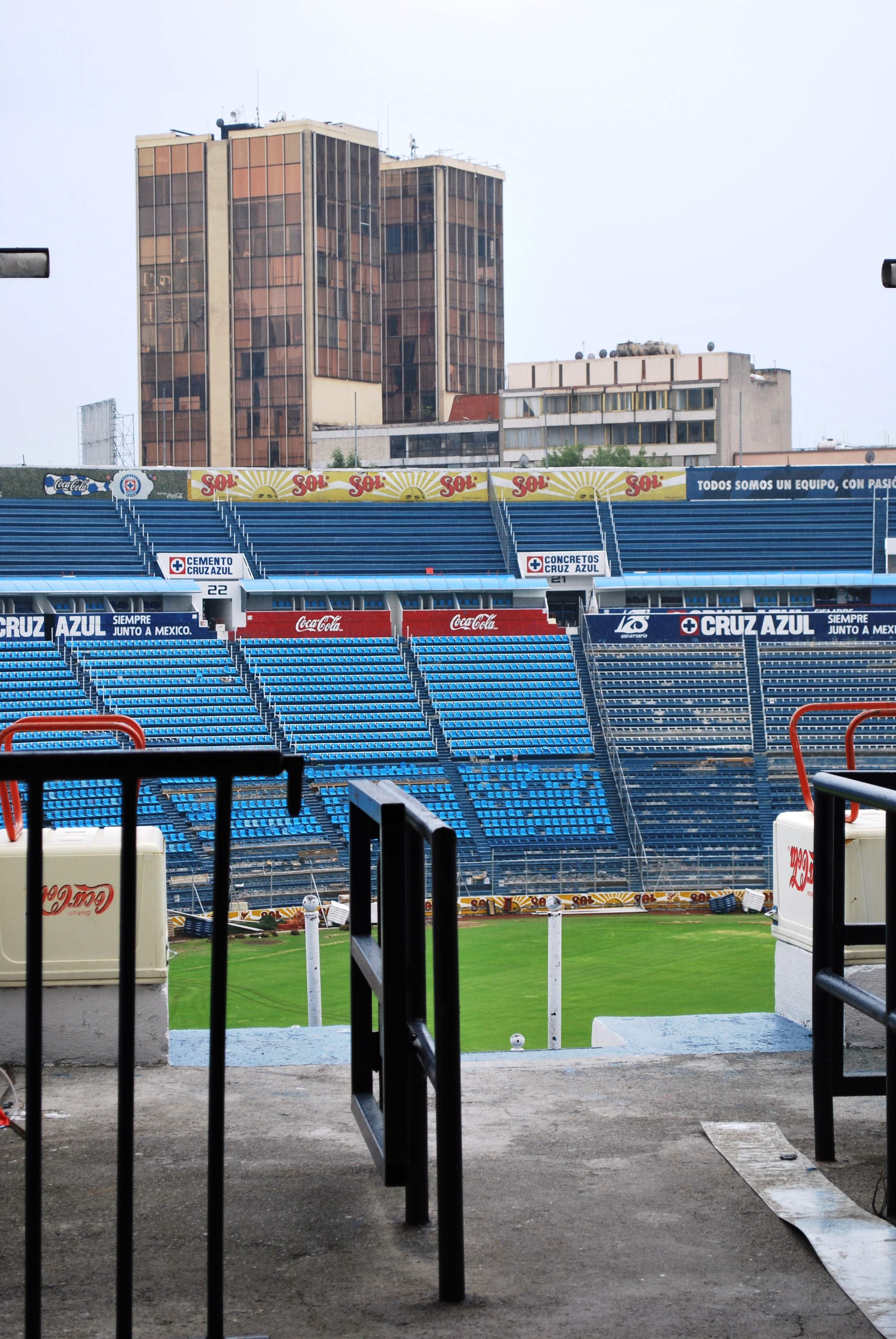
صورة من داخل استاد ازول

## الهدافين
| #  | الاسم                | الدوري | الكأس | كامبيون دي كامبيون | دوري أبطال الكونكاكاف | كوبا ليبرتادوريس | كأس العالم للأندية | كأس البلدان الأمريكية | كأس الكؤوس الكونكاكاف | المجموع |
| -- | -------------------- | ------ | ----- | ------------------ | --------------------- | ---------------- | ------------------ | --------------------- | --------------------- | ------- |
| 1  | كارلوس هيرموسيلو     | 168    | 19    | –                  | 10                    | –                | –                  | –                     | -                     | 197     |
| 2  | هوراسيو لوبيز        | 133    | ?     | –                  | –                     | –                | –                  | –                     | -                     | 133     |
| 3  | فرانسيسكو بالنسيا    | 91     | –     | –                  | 2                     | 11               | –                  | –                     | 1                     | 105     |
| 4  | فرناندو بوستوس       | 87     | ?     | –                  | 4                     | –                | –                  | 1                     | –                     | 92      |
| 5  | إلاديو فيرا          | 77     | –     | 1                  | 2                     | –                | –                  | –                     | –                     | 80      |
| 6  | كريستيان خيمينيز     | 60     | 5     | –                  | 6                     | 1                | –                  | –                     | –                     | 72      |
| 7  | بيدرو دوانا          | 65     | 4     | –                  | 1                     | –                | –                  | –                     | –                     | 70      |
| 8  | أدريان كاماتشو       | 63     | ?     | –                  | 4                     | –                | –                  | –                     | –                     | 67      |
| 9  | ايمانويل فيا         | 54     | –     | –                  | 11                    | 1                | –                  | –                     | –                     | 66      |
| 10 | أوكتافيو موسينيو     | 51     | ?     | –                  | 12                    | –                | –                  | –                     | –                     | 63      |
| 11 | خافيير اوازكو        | 29     | 5     | –                  | 23                    | 5                | –                  | –                     | –                     | 62      |
| 12 | سيزار ديلغادو        | 61     | –     | –                  | –                     | –                | –                  | –                     | –                     | 61      |
| 13 | رودولفو مونتويا      | 55     | –     | –                  | –                     | –                | –                  | –                     | –                     | 55      |
| 14 | أجوستين مانزو        | 50     | 1     | –                  | 2                     | –                | –                  | –                     | –                     | 53      |
| 15 | هيكتور بوليدو        | 44     | 1     | –                  | 1                     | –                | –                  | 1                     | –                     | 47      |
| 16 | كارلوس جارا ساجوير   | 45     | –     | –                  | 2                     | –                | –                  | –                     | –                     | 47      |
| 17 | كارلوس إلوار بيروتشي | 46     | –     | –                  | –                     | –                | –                  | –                     | –                     | 46      |
| 18 | ميجيل صباح           | 42     | –     | –                  | 2                     | –                | –                  | –                     | –                     | 44      |
| 19 | ماريانو بافوني       | 34     | 1     | –                  | 5                     | –                | 1                  | –                     | –                     | 41      |
| 20 | سيباستيان أبريو      | 37     | –     | –                  | –                     | 3                | –                  | –                     | –                     | 40      |
| 21 | باتريسيو هرنانديز    | 34     | 3     | –                  | –                     | –                | –                  | –                     | –                     | 37      |
| 21 | أرماندو روميرو       | 37     | –     | –                  | –                     | –                | –                  | –                     | –                     | 37      |
| 22 | خوليو سيزار إيغروس   | 26     | 5     | –                  | 5                     | –                | –                  | –                     | –                     | 36      |
| 22 | أنخيل موراليس        | 33     | –     | –                  | –                     | 3                | –                  | –                     | –                     | 36      |
| 23 | خوليو زامورا         | 32     | –     | –                  | 1                     | –                | –                  | –                     | –                     | 33      |

### أفضل الهدافين في البطولة
- هوراسيو لوبيز 25 هدف في موسم 1974–75
- كارلوس هيرموسيلو  [لغات أخرى]‏ 28 هدف في موسم 1993–94
- كارلوس هيرموسيلو  [لغات أخرى]‏ 35 هدف في موسم 1994–95
- كارلوس هيرموسيلو  [لغات أخرى]‏ 26 هدف في موسم 1995–96
- سيباستيان أبريو 19 هدف في موسم صيف 2002
- ايمانويل فيا 17 هدف في موسم ابيرتورا 2009
- جوناثان رودريغيز 9 هدف في موسم كلاوسورا 2020
- جوناثان رودريغيز 12 هدف في موسم الأوصياء 2020

## وصلات خارجية
- الموقع الرسمي